# Aeroportul Port Macquarie
Aeroportul Port Macquarie (IATA: PQQ, ICAO: YPMQ) este un aeroport din Noul Wales de Sud, Australia ce deservește zona Port Macquarie. Aeroportul a fost tranzitat în 2022 de 163.894 de pasageri.
Situat la o altitudine de 3 m, aeroportul dispune de o singură pistă. Este operat de Port Macquarie-Hastings Council⁠(d).